# Neotartessus mundarensis
Neotartessus mundarensis är en insektsart som beskrevs av Evans 1941. Neotartessus mundarensis ingår i släktet Neotartessus och familjen dvärgstritar. Inga underarter finns listade i Catalogue of Life.